# ام‌وی کویینسا
ام‌وی کویینسا (به انگلیسی: MV Quinitsa) یک کشتی است که طول آن ۷۴٫۶۸ متر (۲۴۵٫۰ فوت) است. این کشتی در سال ۱۹۷۷ ساخته شد.